# Мирошниченко, Денис Андреевич
Дени́с Андре́евич Мирошниче́нко (укр. Денис Андрійович Мірошніченко; род. 11 октября 1994, Кривой Рог, Днепропетровская область) — украинский футболист, защитник львовского футбольного клуба «Карпаты».

## Биография
Родился 11 октября 1994 года в городе Кривой Рог Днепропетровской области.
Воспитанник спортивной школы футбольного клуба «Кривбасс». С 2011 года выступал за молодёжную команду криворожского клуба.
Летом 2012 года был отдан в аренду до конца сезона в «Днепр», но так и не смог выступить за первую команду.
С начала 2013 года, после возвращения в «Кривбасс», молодой игрок 9 раз выходил на поле в составе основной команды. Дебют состоялся 3 марта в игре чемпионата против киевского «Динамо», в которой Денис вышел на замену на 76 минуте вместо Мишеля Бабатунде. Однако, после банкротства «Кривбасса» парню пришлось искать новую команду.
Одним из главных претендентов на футболиста был «Севастополь», куда футболист уже собирался уехать, но в последний момент «Карпаты» предложили лучшие условия, к тому же во львовский клуб перешло несколько партнёров Дениса по «Кривбассу».
9 июля 2013 года вместе с одноклубником Андреем Гитченко перешёл во львовские «Карпаты».